# تش (فرعون)
تِش یا تیِش فرعونی پیش‌دودمانی در مصر باستان بود که بر دلتای رود نیل فرمانروایی می‌کرد. اطلاعات درباره او بسیار کم است و تنها نامش به همراه چند تن از پادشاهان مصر سفلی در سنگ پالرمو ذکر شده است. احتمال دارد معنای نام او «آنکه سرزمین را فتح می‌کند» باشد. او ممکن است یک پادشاه افسانه ای باشد که از طریق سنت شفاهی حفظ شده است، یا حتی ممکن است کاملا ساختگی باشد.